# Echinothuria
Echinothuria is een monotypisch geslacht van uitgestorven zee-egels, en het typegeslacht van de familie Echinothuriidae.

## Soorten
- Echinothuria floris Woodward, 1863 †